# Neny Matterhorn
Neny Matterhorn är en bergstopp i Antarktis. Den ligger i Västantarktis. Argentina, Chile och Storbritannien gör anspråk på området. Toppen på Neny Matterhorn är 1 125 meter över havet, eller 806 meter över den omgivande terrängen. Bredden vid basen är 6,0 km.
Terrängen runt Neny Matterhorn är huvudsakligen kuperad, men söderut är den bergig. Havet är nära Neny Matterhorn norrut. Trakten är obefolkad. Det finns inga samhällen i närheten. 